# 妻二人
『妻二人』は、1967年に大映が製作した日本映画。

## あらすじ
柴田健二は作家を目指しており、恋人の雨宮順子が生活を支えていた。健二は順子に自身の母親の形見である指輪をプレゼントした。順子は父親の幼なじみだった大手婦人雑誌社の社長・永井昇平に健二の小説を送った。小説が採用されることはなかったが、昇平の娘で社長秘書を務める永井道子の意見により健二は編集者として雇われることになった。健二は道子と親しくなり、順子は健二の愛が自分に向いていないことを知ると健二と別れて大阪へと去っていった。
健二と道子が結婚して数年後、婦人雑誌社の道子は事業部部長に、健二は副部長となっていた。ある夜バーで、たまたま入ったバーで健二は順子と再会する。順子は最近になって大阪から出てきてこのバーで働き始めたと言う。風邪で体調の悪い順子を健二はアパートまで送ってゆくことにした。順子には今の恋人・小林章太郎がいることを知るが、順子の首の包帯の下に絞められた痕を見て、順子が章太郎から暴力を振るわれていることを知った健二は、酔って帰ってきて順子の名を叫ぶ章太郎を叩きのめしてアパートを後にした。
翌日、健二は再びアパートを訪れ、章太郎もまた作家を目指していることを知る。順子は章太郎の書いた原稿を健二に託す。順子は章太郎が健二に代替であることを認め、原稿を読んだ健二は章太郎に才能があること認めた。
数日後、章太郎は婦人雑誌社を訪れ、健二はレストランで章太郎と話をする。そこへ、道子とはそりが合わない妹の永井利恵が現れ、健二は友人として章太郎を紹介する。章太郎と利恵は急速に接近し、やがて利恵は章太郎と結婚すると言い出した。
道子は章太郎にうさん臭さを感じ取り、章太郎に利恵と別れるように詰め寄るが、章太郎は順子の存在、道子が婦人雑誌社の事業として推進する障害児救済基金を会計係の井上潤吉が横領していること、さらに井上の妻・美佐江が永井社長の愛人であることなど、婦人雑誌社のイメージを傷つける、また潔癖な道子にとって許しがたいスキャンダルを暴露し、夜にもう一度会って話をつけようと道子に告げて去った。
順子の住むアパートに戻った章太郎は順子から指輪と護身用の拳銃を奪うと、順子をアパートから追い出した。順子は深夜になって健二に会いに行き、金の無心をする。安宿にでも泊まって母親の実家のある仙台に行くと言う順子だったが、健二は順子を抱き寄せる。そこを住み込み女中お年に目撃される。
道子は健二には大阪出張と告げていたが、手切れ金として100万円の小切手を持って順子のアパートへ行った。しかし、章太郎は利恵と結婚する意志を曲げないどころか、道子を押し倒して犯そうとする。道子は章太郎が上着のポケットに入れていた拳銃を取り出し、章太郎を撃った。
翌朝、健二は永井社長からの電話で起こされる。章太郎の死体が発見されたのだった。昨夜、利恵は章太郎との結婚を許可させるために既成事実を作ろうと章太郎のアパートに泊まっており、利恵に容疑がかかるのを恐れた社長は、犯行時刻に利恵と健二がいっしょにいたことにするよう指示した。警察は犯行現場に残されていた指輪と拳銃の所有者である順子を容疑者として仙台で逮捕する。順子と健二の過去も調査済であった警察に健二は呼び出され、警察署で健二と順子はあたかも2年ぶりに会ったかのように対面した。道子も別途、順子に面会するために警察を訪れ、健二を愛しているのかと問うた。順子は「一生一度の恋でした」と答えた。
健二は悩んだ末に、順子のアリバイ、犯行時刻には自分といっしょにいたことを警察に証言することを決め、先立って道子に話し、嘘が嫌いな道子にふさわしい男であろうとするためであると説明した。しかし、警察では健二と順子がかつて恋仲だったことから、証言の信用性に疑問を投げかけた。お時も永井社長に買収されており、事件の夜に順子を見たことを否定するが、それ自身の証言を変えず、利恵とのアリバイを否定することになった健二は永井社長からクビを宣言される。
順子のために健二は真犯人を探す。利恵から井上の妻が社長の愛人であったことから、障害児救済基金の横領を聞いた健二は井上夫妻の住むアパートへ行って問いただすが、犯行時刻には永井社長と井上夫人は情事を繰り広げており、それを井上が見ていたということだけだった。健二は帰宅して道子を問いただし、あの夜、道子は大阪から飛行機で東京にとんぼ返りして章太郎と会い、章太郎を殺した後に深夜の飛行機でまた大阪に行ったことを告白される。自分自身が嘘を重ねていた道子は窓から飛び降りて死のうとするが、健二に止められる。道子は健二にともなわれて警察に自首した。
健二と釈放された順子は警察署の階段で言葉を交わした。自分を愛してくれていて嬉しさを告げる順子に、健二は道子と生きていかなければならないと答え、「一生一度の恋の終りだな」と告げた。毅然と警察署を去り行く順子の背中を見送ると、健二は警察署の階段を再び登って行く。

## スタッフ
- 監督 - 増村保造
- 企画 - 三輪孝仁
- 原作 - パトリック・クェンティン『二人の妻をもつ男（The Man with Two Wives）』
- 脚本 - 新藤兼人
- 撮影 - 宗川信夫
- 録音 - 渡辺利一
- 照明 - 伊藤幸夫
- 美術 - 下河原友雄
- 編集 - 中静達治
- 助監督 - 岡崎明
- 製作主任 - 沼田芳造
- 現像 - 東京現像所
- 音楽 - 山内正

## キャスト
- 永井道子 - 若尾文子
- 永井昇平 - 三島雅夫
- 永井利恵 - 江波杏子
- 小林章太郎 - 伊藤孝雄
- 柴田健二 - 高橋幸治
- 雨宮順子 - 岡田茉莉子
- 井上潤吉 - 木村玄
- 井上美佐江 - 長谷川待子
- 町田警部 - 早川雄三
- 女中お年 - 村田扶実子